# Distretto di Bulanık
Il distretto di Bulanık (in turco Bulanık ilçesi) è uno dei distretti della provincia di Muş, in Turchia.